# An Bình (Lý Sơn)
An Bình is een xã op het eiland Bé. An Bình ligt in het district Lý Sơn, een van de districten in de Vietnamese provincie Quảng Ngãi. An Bình ligt in aan de zuidkust van het eiland.